# Wahlkreis Inverclyde and Renfrewshire West
Der Wahlkreis Inverclyde and Renfrewshire West ist ein Wahlkreis (englisch constituency) für die Wahl eines Abgeordneten des britischen Unterhauses (House of Commons).

## Ergebnisse

### Parlamentswahl 2024
| Kandidaten           | Kandidaten          | Parteien                | Stimmen | %    |
| -------------------- | ------------------- | ----------------------- | ------- | ---- |
|                      | Martin McCluskey    | Labour Party            | 18.931  | 46,9 |
|                      | Ronnie Cowan        | Scottish National Party | 12.560  | 31,1 |
|                      | Ted Runciman        | Conservative Party      | 2.863   | 7,1  |
|                      | Simon Moorehead     | Reform UK               | 2.476   | 6,1  |
|                      | Ross Stalker        | Liberal Democrats       | 1.259   | 3,1  |
|                      | Iain Hamilton       | Scottish Green Party    | 1.173   | 2,9  |
|                      | Christopher McEleny | Alba Party              | 723     | 1,8  |
|                      | John Burleigh       | unabhängig              | 365     | 0,9  |
| Gesamt               | Gesamt              | Gesamt                  | 40.350  | 100  |
|                      |                     |                         |         |      |
| Ungültige Stimmen    | Ungültige Stimmen   | Ungültige Stimmen       | 101     | 0,2  |
| Wähler               | Wähler              | Wähler                  | 40.451  | 57,7 |
| Wahlberechtigte      | Wahlberechtigte     | Wahlberechtigte         | 70.126  |      |
|                      |                     |                         |         |      |
| Quelle: UK Parlament |                     |                         |         |      |